# William Farish
William Farish (1759 - 12 janvier 1837 à Little Stonham dans le Suffolk, Angleterre) est un professeur universitaire et chimiste britannique. Il est surtout connu pour avoir développé une méthode de perspective isométrique et la mise au point du premier examen écrit de niveau universitaire.

## Biographie
William Farish naît en 1759. Il commence sa formation à la Carlisle grammar school, puis est accepté au Magdalene College de Cambridge. Il obtient son Bachelor of Arts en 1778 (en tant que senior wrangler). Élu membre de Cambridge puis tutor de son college, il obtient son Master of Arts en 1781. En 1794, il enseigne la chimie à l'université de Cambridge. À partir de 1813, il enseigne en plus la philosophie naturelle.

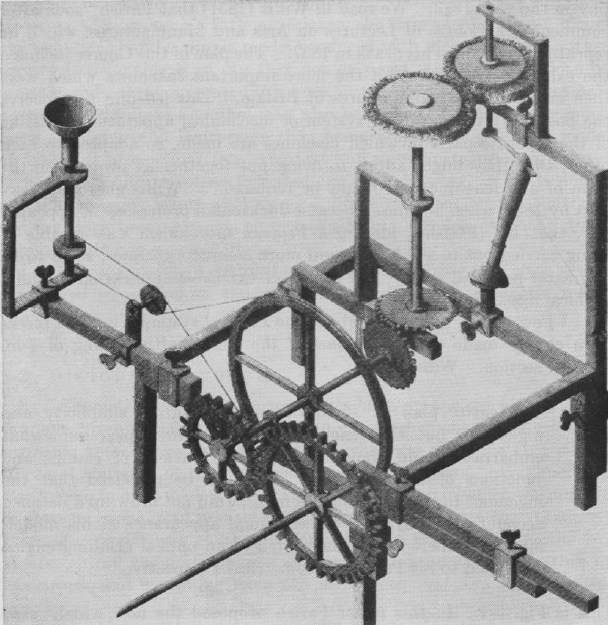
Machine à moudre optimale (1822), tracé en perspective isométrique à 30° de Farish.

Farish est connu pour avoir développé une méthode de perspective isométrique. Dans ses cours sur les principes mécaniques des machines utilisées dans les industries de fabrication, Farish recourt régulièrement à des maquettes pour illustrer des principes en particulier. Elles sont souvent montées pour un cours, puis démontées et rangées. Pour expliquer le fonctionnement des maquettes, il a développé une méthode de dessin technique, qu'il appelle « perspective isométrique ».
Même si le concept de perspective isométrique existe depuis quelques siècles sous une forme ou une autre, William Farish est le plus souvent considéré comme le premier à codifier les règles de la perspective isométrique. Dans son article de 1822 sur ce type de perspective, Farish souligne le « besoin de dessins techniques exacts et fonctionnels qui soient libres de distorsions optiques. Ce qui l'amène à formuler l'isométrie. Isométrie signifie « mesures égales » parce que la même échelle s'applique à la hauteur, la largeur et la profondeur ».
Selon Hilkens en 1967, Farish est, à l'université de Cambridge, « le premier à enseigner la construction des machines en tant que sujet propre au lieu de simplement utiliser des mécanismes comme exemples pour illustrer les principes de la physique théorique ou des mathématiques appliquées ». Il est de plus « renommé pour ses applications de la chimie et des sciences mécaniques aux arts et à la fabrication ».
Farish met au point le premier examen écrit de niveau universitaire,,. En tant que proctor de l'université, il a introduit la pratique de noter (apprécier par un nombre) chaque question des examens universitaires ; à Cambridge, cette approche remplacera l'appréciation (judgement) par l'attribution de notes (marking). Elle s'imposera pour déterminer le rang dans un système méritocratique.
William Farish meurt le 12 janvier 1837 à Little Stonham dans le Suffolk.

## Œuvres
- (en) William Farish, A plan of a course of lectures on arts and manufactures : more particularly such as relate to chemistry, University of Cambridge, 1803 (lire en ligne)
- (en) William Farish, A Report of the Formation of the Cambridge Auxiliary Bible Societ, Hodson, 1812
- (en) William Farish, On Isometrical Perspective, University of Cambridge, 1820